# بورت (أوكلاهوما)
بورت، مجتمع ريفي صغير، يقع في مقاطعة واشيتا في ولاية أوكلاهوما. كان يوجد في هذا التجمع مكتب بريد منذ 21 نوفمبر 1901 حتى 29 فبراير 1940. سمي بهذا الاسم نسبةً للطبيبة الصيدلانية السيدة ف.م. بورت. خلال عقد 1930، غطت المنطقة التعليمية في المقاطعة مساحةً أكبر في أوكلاهوما، حوالي تسعين ميلاً مربعاً. قبل قيام التوطين فيها، كان مسار القطعان الغربي العظيم يمر شرق الموقع.

## وصلات خارجية
- Port, Oklahoma – RootsWeb.com